# Brezons (miejscowość)
Brezons – miejscowość i gmina we Francji, w regionie Owernia-Rodan-Alpy, w departamencie Cantal.
Według danych na rok 1990 gminę zamieszkiwały 252 osoby, a gęstość zaludnienia wynosiła 6 osób/km² (wśród 1310 gmin Owernii Brezons plasuje się na 600. miejscu pod względem liczby ludności, natomiast pod względem powierzchni na miejscu 75.).